# NGC 4465
NGC 4465 est une galaxie elliptique située dans la constellation de la Vierge. NGC 4465 a été découverte par l'astronome français Guillaume Bigourdan en 1886.

## Caractéristiques

### Distance
Sa vitesse par rapport au fond diffus cosmologique est de7 684 ± 24 km/s, ce qui correspond à une distance de Hubble de 113,3 ± 7,9 Mpc (∼370 millions d'al).

## Amas de la Vierge
La désignation VCC 1182 (Virgo Cluster Catalog) indique que NGC 4465 fait partie de l'amas de la Vierge. Il s'agit d'une erreur, car les galaxies les plus lointaines de cet amas sont celles du groupe de NGC 4235, qui sont à une distance moyenne de 110 millions d'années-lumière.